# Jomard-Inseln
Die Jomard-Inseln  sind eine unbewohnte Inselgruppe im Louisiade-Archipel. Politisch gehören sie zur Provinz Milne Bay im südöstlichen Teil Papua-Neuguineas.
Die beiden Inseln der Gruppe befinden sich auf der Südseite der Jomard-Passage, einer 9 km breiten Durchfahrt zwischen dem Atoll Bramble Haven im Westen und dem westlichen Rand des Barriereriffs von Vanatinai im Osten.
Die größte der Inseln, Pana Waipona (79 ha), liegt auf einem kleinen Riff in der Mitte der Jomard-Passage, die kleinere Insel Pana Rai Rai (17 ha) liegt 3,5 km östlich auf einem größeren Riff am östlichen Rand der Jomard-Passage. Beide Inseln sind  bewaldet und liegen an den nördlichen Rändern ihrer flachen, riffgesäumten Lagunen.
Die Jomard-Inseln stehen seit 2006 in der Kategorie „Gemischte Objekte“, die sowohl Kriterien des Kultur- als auch des Naturerbes vereint, zusammen mit den Conflict-Inseln, Bramble Haven sowie Samarai und der Lunn-Insel unter der Bezeichnung: Milne Bay Seascape (Pacific Jewels of Marine Biodiversity) auf der Tentativliste Papua-Neuguineas für die Liste des Welterbes der UNESCO.